# Видалення зуба

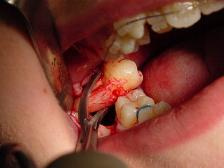
Видалення зуба

Ви́далення зу́ба або екстра́кція зу́ба — хірургічна операція, що полягає у видаленні зуба з альвеоли за допомогою відповідного інструментарію (щипців, важелів тощо). Процедура проводиться під анестезією з дотриманням асептики операційного поля. Показаннями до видалення зубів здебільшого є стани, які вже не піддаються лікуванню. Найважливішими з них є хронічні запалення навколозубних тканин, глибокі переломи або запущені захворювання пародонту. Іноді доводиться видаляти повністю здорові зуби за ортодонтичними показаннями або при підготовці ротової порожнини до протезування. Можливе ускладнення після видалення зуба — суха лунка.

## Поширені ускладнення
Після видалення зуба нормально відчувати певний біль і дискомфорт. Це частина природної реакції організму на процедуру загоєння. Сила і тривалість болю можуть варіюватися в залежності від декількох факторів, таких як складність видалення, переносимість болю пацієнтом і ефективність застосованих стратегій знеболення.

### Тяжкість і тривалість болю
Зазвичай біль після видалення найбільш інтенсивний у перші 24-48 годин після процедури. Це час, коли місцева анестезія вивітрюється, а запалення досягає свого піку. Після цього початкового періоду біль повинен поступово вщухнути протягом наступних кількох днів або тижня. Якщо біль зберігається довше тижня, погіршується з часом або є досить сильним, щоб заважати нормальній діяльності, це може свідчити про ускладнення, наприклад, сухість лунки або інфекцію.

### Типи болю
Біль після видалення зуба можна розділити на різкий біль, який виникає через рану, що залишилася після видалення, і запальний біль, викликаний реакцією організму на процедуру. Різкий біль зазвичай минає в міру загоєння рани, тоді як запальний біль може тривати доти, доки не мине запалення. Також може виникати референтний біль, коли біль, здається, походить з інших ділянок, окрім місця видалення, через спільні нервові шляхи.

## Лікування болю
Біль після видалення зуба зазвичай знімають за допомогою знеболювальних препаратів. Зазвичай використовують нестероїдні протизапальні препарати (НПЗП), такі як ібупрофен, оскільки вони не тільки зменшують біль, але й зменшують запалення. Як альтернативу можна використовувати ацетамінофен (парацетамол). При сильнішому болю стоматолог може призначити сильніші анальгетики. Важливо приймати ліки за призначенням і обговорювати зі стоматологом ефективність стратегії знеболення.

### Немедикаментозне знеболення
Окрім медикаментозних препаратів, існують немедикаментозні методи лікування болю після видалення зубів. До них належать прикладання холодного пакету до обличчя біля місця видалення, дотримання м'якої або рідкої дієти, щоб уникнути подразнення цієї ділянки, а також дотримання гігієни порожнини рота для запобігання інфекції. Методи управління стресом і релаксації також можуть допомогти впоратися з болем.
На завершення, хоча біль і дискомфорт після видалення зуба є поширеним явищем, вони зазвичай керовані і тимчасові. Про будь-який постійний або сильний біль слід повідомити стоматолога, оскільки він може свідчити про ускладнення, яке потребує лікування.